# Vụ đánh bom Bệnh viện Phụ nữ Liverpool
Vào ngày 14 tháng 11 năm 2021, một chiếc taxi chở một hành khách đã đến lối vào chính của Bệnh viện Phụ nữ Liverpool ở Liverpool, Anh. Một thiết bị nổ tự chế do hành khách mang theo đã bỗng nhiên bốc cháy làm anh ta tử vong và khiến tài xế bị thương. Cảnh sát sau đó đã tuyên bố đây là một vụ khủng bố.

## Vụ việc
Vào khoảng 10:59 sáng ngày 14 tháng 11 năm 2021 giờ GMT, đã xảy ra một vụ nổ trong một chiếc xe taxi khi nó đang đậu trước lối vào chính của Bệnh viện Phụ nữ Liverpool ở Liverpool, Anh. Người tài xế đã rời khỏi xe vài giây sau đó và chạy đến nơi an toàn nhưng ngọn lửa từ vụ nổ đã thiêu rụi chiếc xe. Vụ nổ được xác định là từ một thiết bị nổ tự chế được mang theo bởi hành khách trên xe taxi tên là Emad Al Swealmeen, 32 tuổi, người đã thiệt mạng trong vụ việc. Người tài xế taxi nhập viện với những vết thương bao gồm ở tai cần được khâu lại nhưng được xuất viện vào ngày hôm sau. Cảnh sát Merseyside đã có mặt tại hiện trường cùng với đội cứu hỏa, cứu thương và Đội gỡ bom của Quân đoàn Hậu cần Hoàng gia. Bệnh viện được đặt trong tình trạng khẩn cấp, các con đường gần đó bị phong tỏa, dây cảnh báo được quấn quanh bệnh viện vào buổi tối cùng với sự xuất hiện của cảnh sát vũ trang.

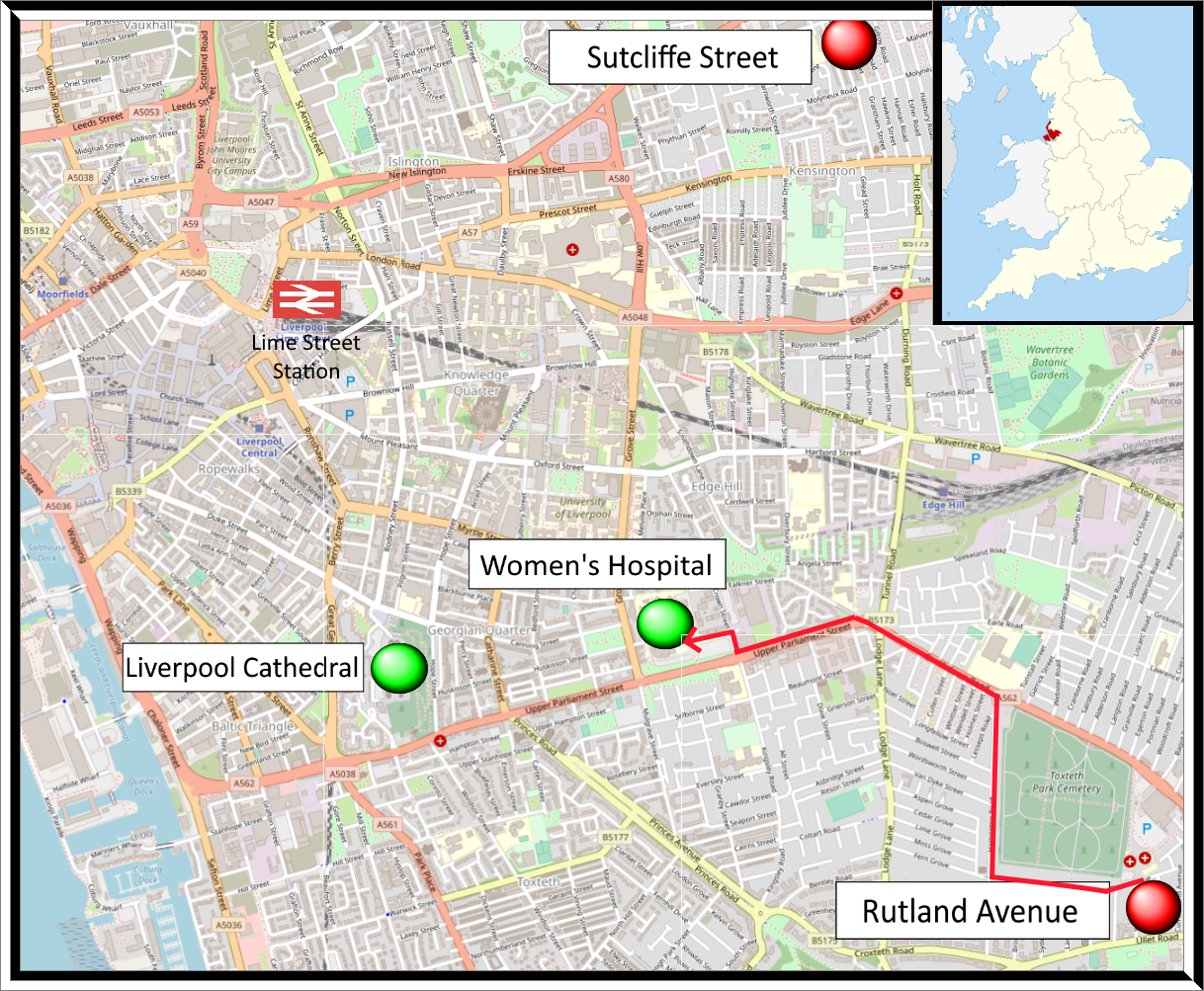
Vị trí xảy ra các sự kiện, bao gồm cả lộ trình hành trình taxi của hung thủ.

Động cơ đánh bom của người khách chưa được tiết lộ. Có một giả thuyết cho rằng anh ta định đi bộ đến Thánh đường Anh Giáo và cho nổ thiết bị của mình khi giáo đoàn rời đi. Tờ The Independent đặt câu hỏi liệu có "mối liên hệ giữa thời điểm xảy ra vụ việc và thực tế là nó xảy ra vào ngày Chủ nhật tưởng nhớ, ngày mà mọi người sẽ dành ra 1 phút để im lặng vào lúc 11 giờ sáng". Bệnh viện cách nhà thờ một đoạn ngắn, nơi diễn ra lễ tưởng niệm với sự tham dự của hàng nghìn cựu chiến binh và quân nhân với một cuộc diễu hành sau đó. Về việc này, cảnh sát cho biết sẽ điều tra là liệu sự kiện này có liên quan đến các sự kiện tưởng nhớ gần đó hay không.

## Điều tra
Đã có xác nhận rằng tài xế taxi đón khách ở Đại lộ Rutland, cách bệnh viện khoảng 10 phút lái xe. Các báo cáo ban đầu cho rằng khi đến nơi, người tài xế đã khóa cửa chiếc xe của mình trước khi nó bốc cháy, mặc dù một phát ngôn viên của phía Phòng chống khủng bố cho biết rằng các sĩ quan vẫn chưa nói chuyện với người lái xe vào tối Chủ nhật.
Cảnh sát sau đó xác nhận rằng nguyên nhân gây cháy là do một thiết bị nổ tự chế. Các đơn vị vũ trang của Cảnh sát Merseyside đã đột kích vào một căn nhà trong khu vực Công viên Sefton, mặc dù BBC đưa tin rằng cảnh sát chưa xác nhận liệu hai vụ việc có liên quan đến nhau hay không. 3 người đàn ông ở độ tuổi 29, 26 và 21 bị bắt tại Liverpool vào sáng sớm ngày hôm sau theo Đạo luật Khủng bố. Cảnh sát sau đó cho biết vụ bắt giữ có liên quan tới vụ tấn công khủng bố. Ngày hôm sau, ngày 15 tháng 11 có thêm một người người đàn ông 20 tuổi bị bắt. Vụ bắt giữ này được hỗ trợ bởi Lực lượng đặc biệt của Vương quốc Anh. Một số căn nhà trong khu vực Công viên Sefton đã được sơ tán. Tờ The Independent cho hay, đây là "biện pháp phòng ngừa thông thường... tại vị trí bị nghi ngờ hoặc có tìm thấy vật liệu gây nổ". Một vụ nổ có kiểm soát đã được thực hiện ở giữa Công viên Sefton, cách ngôi nhà ở Đại lộ Rutland "vài trăm mét" - nơi được phát hiện thiết bị chế tạo bom. Bốn người đàn ông bị bắt trước đó đã được thả ra trong ngày 15 tháng 11, cảnh sát cho biết rằng "Chúng tôi hài lòng với những lời giải thích mà họ đã cung cấp và họ đã được thả khỏi nơi giam giữ".

### Phá án
Thủ phạm bị tình nghi đã thiệt mạng trong vụ việc. Anh ta được xác định danh tính sau vụ nổ một ngày, tên thật là Emad al-Swealmeen, 32 tuổi và được cho là đã đổi thành Enzo Almeni; MI5 trước đây không có dữ liệu về người này. Khám nghiệm tử thi cho biết anh ta chết vì những vết thương do vụ nổ và cháy gây ra. Anh ta đến Vương quốc Anh vào khoảng năm 2014, sau đó xin tị nạn với tư cách là người tị nạn Syria và đã bị từ chối vì các quan chức tin rằng anh là người Jordan chứ không phải người Syria; tình trạng nhập cư của anh ta tại thời điểm xảy ra vụ việc là không xác định. Bảy năm trước khi vụ việc xảy ra, anh ta đã bị giam sau khi cố tự sát và vung dao ở trung tâm thành phố Liverpool; sau đó anh ta đã cải đạo từ Hồi giáo sang Cơ đốc giáo vào năm 2015. Cảnh sát cho biết, họ tin rằng anh ta đã sống trong ngôi nhà có địa chỉ trên Đường Sutcliffe một thời gian nhưng gần đây đã thuê một căn hộ ở Đại lộ Rutland.
Các báo cáo cho rằng al-Swealmeen đã cải đạo sang Cơ đốc giáo chỉ vì mục đích xin tị nạn, nhưng Giáo hội Anh cho biết rằng không có bằng chứng nào cho thấy đơn xin tị nạn của những người cải đạo được giải quyết nhanh hơn. Anh ta đã được rửa tội vào năm 2015 và được xác nhận vào năm 2017 trước khi mất liên lạc với Nhà thờ Liverpool vào năm sau; Giáo hội cho biết họ đã thực hiện các quy trình "để phân biệt xem ai đó có thể đang bày tỏ thực sự với đức tin hay không". Sau đó, các nhà điều tra tiết lộ rằng al-Swealmeen đã trở lại đạo Hồi vài tháng trước khi vụ việc xảy ra.

### Thiết bị
Thiết bị nổ được nghi phạm chế tạo thủ công, sử dụng các thành phần và hóa chất được mua trong vài tháng bằng việc sử dụng tên giả. Chi tiết quá trình mua hàng đang được phía cảnh sát điều tra. Bên trong thiết bị có thêm các ổ bi để tăng khả năng sát thương nếu thiết bị được phát nổ trong trạng thái bình thường. Cảnh sát cho biết vụ nổ tại bệnh viện có thể đã được kích hoạt sớm từ quá trình chuyển động của chiếc xe hoặc trong quá trình lắp ráp cuối cùng. Họ cũng đã tuyên bố rằng quả bom này khác với quả bom được sử dụng trong vụ đánh bom Manchester Arena năm 2017.

## Phản ứng
Người tài xế đã được công chúng và giới truyền thông ca ngợi rộng rãi sau vụ việc, một số người thậm chí còn gọi anh ta là "người hùng" vì đã ngăn cản Al Swealmeen vào trong bệnh viện bằng cách khóa cửa xe taxi. Thị trưởng Liverpool là Joanne Anderson đã đưa ra một tuyên bố, trong khi Thủ tướng Boris Johnson chúc mừng người tài xế, nói rằng "có vẻ như người tài xế taxi được nói đến đã hành động bằng một trí óc và bản lĩnh đáng kinh ngạc". Vào ngày 15 tháng 11 năm 2021, cảnh sát tuyên bố vụ nổ này là một vụ khủng bố và mức độ đe dọa khủng bố của Vương quốc Anh đã được nâng từ mức đáng kể lên mức nghiêm trọng. MI5 đã tham gia cuộc điều tra vào cùng ngày trong vai trò hỗ trợ cho cảnh sát địa phương, trong khi COBRA họp vào sáng ngày 15 tháng 11.
Bộ trưởng Nội vụ, Priti Patel nói rằng vụ đánh bom cho thấy hệ thống tị nạn của Anh đang bị "rối loạn chức năng", như một cái "đu quay thú nhún" của các kháng cáo từ các luật sư đang giữ những người xin tị nạn không thành công ở nước này.